# Karl Pearson
Karl Pearson (1857 - 1936), FRS, va ser un matemàtic i bioestadístic britànic molt influent. Va fer grans aportacions a l'estadística matemàtica i la correlació esperonat pel zoòleg W. F. R. Weldon al qual se li ha atribuït la creació del terme biometria. Va ser professor del University College de Londres, on va crear el primer departament d'estadística del món el 1911. Va desenvolupar una intensa investigació sobre l'aplicació dels mètodes estadístics en biologia, meteorologia, sociologia i eugenèsia. Va ser deixeble predilecte de Sir Francis Galton i el 1902 va fundar la revista Biometrika, des de llavors una de les més importants en el camp de l'estadística i que encara avui es publica.

## Biografia
Carl Pearson va néixer a Islington, Londres, l'any 1857, fill de William Pearson i Fanny Smith, i va tenir dos germans, Arthur i Amy.
Va ser educat al University College School i a continuació va anar a King's College de Cambridge per estudiar Matemàtiques on es va graduar el 1879. Després va viatjar a Alemanya per estudiar Física a la Universitat de Heidelberg sota G. H. Quincke i Metafísica amb Kuno Fischer. Va ser llavors quan va canviar el seu nom “Carl” per “Karl”, potser influenciat per la seva coneixença amb Karl Marx.
També va visitar la Universitat de Berlín, on va assistir a les conferències del famós fisiòleg Emil du Bois-Reymond sobre el darwinisme. Altres temes que va estudiar a Berlín inclouen dret romà, impartit per Bruns i Mommsen, literatura alemanya medieval i del segle xvi i socialisme.
Molt influenciat pels cursos als que va assistir, es va convertir en un expert en literatura alemanya fins al punt que se li va oferir un lloc d'estudis germànics al King's College de Cambridge.

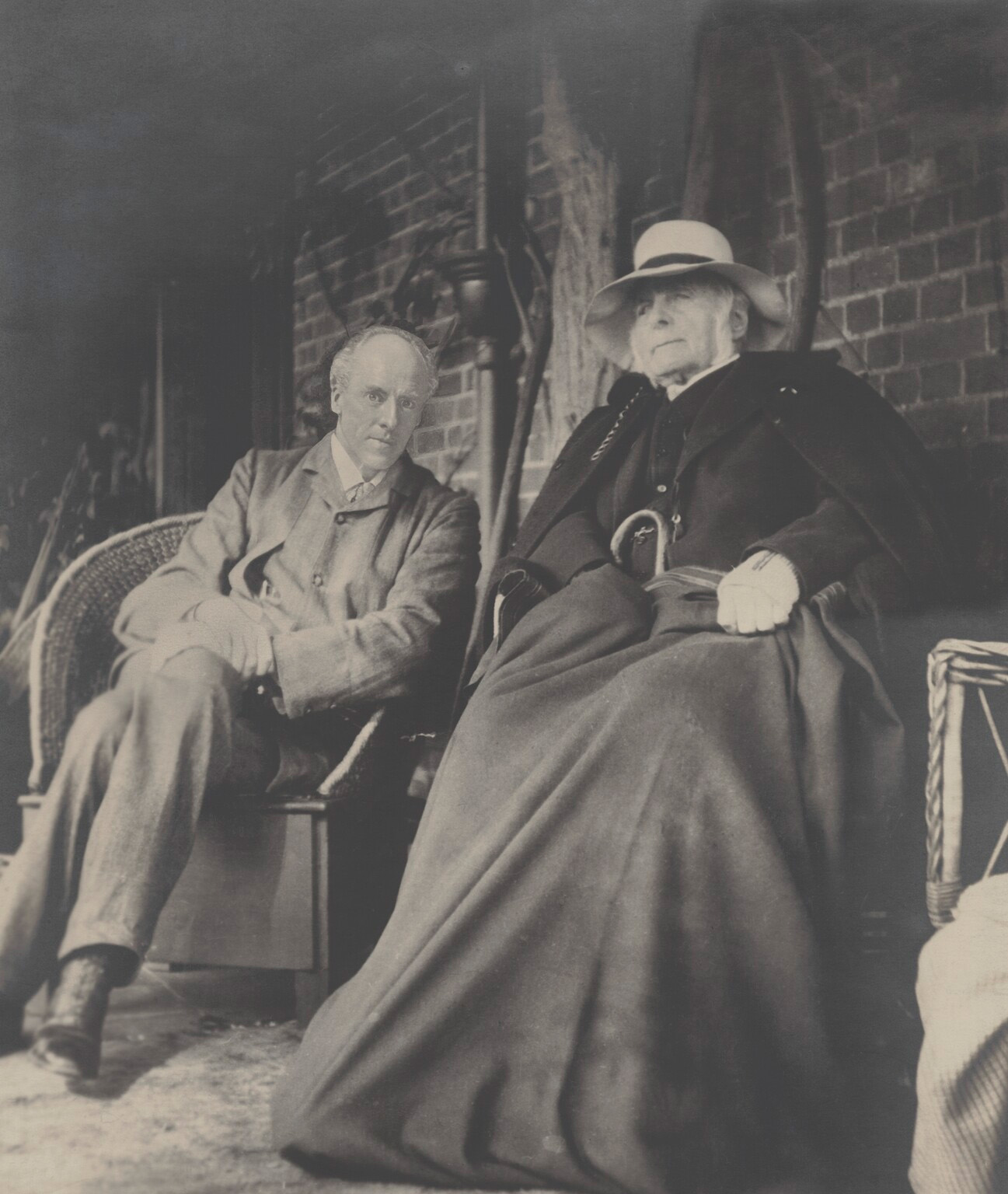
Galton als 87 anys, amb Karl Pearson

El 1884 va ser proposat a la Presidència Goldsmid de Matemàtica Aplicada i Mecànica al University College de Londres. Quan va morir William Kingdon Clifford, Pearson es va convertir en l'editor de Common Sense of the Exact Sciences (1885). Aquí va conèixer Walter Frank Raphael Weldon, un zoòleg que tenia alguns problemes interessants que requerien solucions quantitatives. La col·laboració, en la biometria i la teoria de l'evolució, va ser fructífera i va durar fins que Weldon va morir el 1906. Weldon va presentar Pearson a Sir Francis Galton, cosí de Charles Darwin, que estava interessat en aspectes de l'evolució, com ara l'herència i l'eugenèsia. Pearson es va convertir en el protegit, el seu "hereu estadístic" com alguns el van anomenar.
El 1890 es va casar amb Maria Sharpe, relacionada amb les famílies Kenrick, Reid, Rogers i Sharpe. Aquestes famílies eren no-conformistes des de finals del segle xviii i gran part del segle xix, molt relacionades amb Londres. Entre els nombrosos membres de la família es trobaven personatges coneguts, com ara el poeta Samuel Rogers, l'advocat Sutton Sharpe, el filantrop Samuel Sharpe i John Kenrick.
Karl i Maria es van conèixer al “Men and Women's Club”, cofundadat per Karl amb la finalitat de permetre la lliure discussió entre homes i dones. Karl i Maria van tenir dues filles, Sigrid Loetitia Pearson i Helga Sharpe Pearson, i un fill anomenat Egon Sharpe Pearson que es va convertir en un eminent estadístic i va succeir al seu pare com a cap del Departament d'Estadística Aplicada a University College. Van viure al 7 de Well Road a Hampstead, ara marcada amb una placa.
Quan Galton va morir, el 1911, va deixar la resta del seu patrimoni a la Universitat de Londres per a una càtedra d'eugenèsia. Pearson va ser el primer titular d'aquesta Càtedra Galton d'Eugenèsia. Va crear el Departament d'Estadística Aplicada (amb suport financer de Draper’s Company), al que va incorporar els laboratoris Galton i els biomètrics. Hi va romandre al departament fins a la seva jubilació el 1933, i va continuar treballant fins a la seva mort el 1936.

## Einstein i els treballs de Pearson
Quan Einstein tenia 23 anys va començar un grup d'estudi, l'Olympia Academy, amb els seus dos amics més joves, Maurici Solovine i Conrad Habicht, i va suggerir que el primer llibre a llegir havia de ser “The grammar of Science” de Pearson. Aquest llibre tractava sobre diversos temes que més tard es van convertir en part de les teories d'Einstein i altres científics. Pearson va afirmar que les lleis de la naturalesa són relatives a l'habilitat perceptiva de l'observador. La irreversibilitat dels processos naturals, deia Pearson, és purament una concepció relativa. Un observador que viatja a exactament la velocitat de la llum veuria un present etern, o una absència de moviment. Va especular que un observador que viatgi més de pressa que la llum podria veure el temps a l'inrevés, de manera similar a una pel·lícula de cinema posada a l'inrevés. Pearson també va discutir sobre l'antimatèria, la quarta dimensió i els plecs en el temps.

## Contribucions a l'Estadística
L'obra de Pearson comprèn una àmplia aplicació i desenvolupament de l'estadística matemàtica i abasta camps com ara la biologia, l'epidemiologia, l'antropometria, la medicina, la psicologia i la història social. El 1901, amb Weldon. va fundar la revista Biometrika amb l'objectiu del desenvolupament de la teoria estadística. Va editar aquesta revista fins a la seva mort. Entre els que van col·laborar amb Pearson en les seves investigacions va haver-hi un nombre important de matemàtics femenins entre elles Beatrice Mabel Cova-Browne-Cova i Frances Cova-Browne-Cova. També va fundar la revista Annals of Eugenics (ara Annals of Human Genetics) el 1925. Va publicar els Drapers' Company Research Memoirs principalment per proporcionar una sortida a treballs del Departament d'Estadística Aplicada no publicats en altres llocs.
L'obra de Pearson sustenta molts dels mètodes estadístics "clàssics" que són avui en dia d'ús comú. Exemples de les seves contribucions són: 
- Coeficient de correlació. Va definir el coeficient de correlació (inicialment concebut per Francis Galton) com un moment-producte, i va estudiar la seva relació amb la regressió lineal.[12]
- Mètode dels moments. Pearson va introduir els moments, un concepte pres de la física, com un element de l'estadística descriptiva i per l'ajust de les distribucions de mostres.
- Sistema de corbes contínues de Pearson. Un sistema de distribucions de probabilitat contínues univariades que van ser la base de les distribucions de probabilitat contínues ara convencionals. Atès que el sistema es completa més enllà del quart moment, és un bon complement al mètode dels moments.
- Distància khi. Un concepte de distància precursor i un cas especial de la distància de Mahalanobis.[13]
- Valor-P. Es defineix com la mesura de probabilitat del complement de l'espai dins d'una esfera amb el valor de la hipòtesi com a punt central i la distància khi com a ràdi.[13]
- Fonaments de la teoria de les proves d'hipòtesi i la teoria de la decisió estadística.[13] Pearson va proposar provar la validesa dels valors hipotètics mitjançant l'avaluació de la distància khi entre la hipòtesi i els valors observats empíricament a través del valor-P. L'ús de criteris preestablerts en l'evidència, les anomenades probabilitats d'error alfa de tipus I, van ser proposats més tard per Jerzy Neyman i Egon Pearson.[14]
- Prova de khi-quadrat de Pearson. Una prova d'hipòtesis per a dades discretes categoritzades d'ús molt freqüent.
- Anàlisi de Components Principals. Mètode per seleccionar un subespai lineal a les dades multivariades, reduint al mínim les distàncies khi.[15][16]

En el transcurs dels seus estudis de les races Pearson va idear un coeficient de semblança racial, calculat a partir de diverses mesures del crani humà.

## Altres publicacions
- Pearson, Karl (1880). The New Werther. Londres: C. Kegan Paul & Co
- Pearson, Karl (1882). The Trinity: A Nineteenth Century Passion-play. Cambridge: E. Johnson.
- Pearson, Karl(1885). The Common Sense of the Exact Sciences. London: Kegan, Paul, Trench & Co. (editor).
- Pearson, Karl (1887). Die Fronica. Strassburg: K.J. Trübner
- Pearson, Karl (1887). The Moral Basis of Socialism. William Reeves, London.
- Pearson, Karl (1888). The Ethic of Freethought. London: T. Fisher Unwin. Rep. University Press of the Pacific, 2002.
- Pearson, Karl (1892). The Grammar of Science. London: Walter Scott. Dover Publications, 2004 ISBN 0-486-49581-7
- Pearson, Karl; Beeton, M., & Yule, G.U. (1900). "On the Correlation Between Duration of Life and the Number of Offspring," Proceedings of the Royal Society of London, Vol. LXVII, pp. 159–179.
- Pearson, Karl, & Whiteley, M.A. (1899). "Data for the Problem of Evolution in Man, I: A First Study of the Variability and Correlation of the Hand," Proceedings of the Royal Society of London, Vol. LXV, pp. 126–151.
- Pearson, Karl, & Beeton, Mary (1899). "Data for the Problem of Evolution in Man, II: A First Study on the Inheritance of Longevity and the Selective Death-rate in Man," Proceedings of the Royal Society of London, Vol. LXV, pp. 290–305.
- Pearson, K. (1896), "Mathematical Contributions to the Theory of Evolution. III. Regression, Heredity and Panmixia," Philosophical Transactions of the Royal Society of London, 187, 253–318.
- Pearson, Karl (1900). "On the Criterion that a Given System of Deviations from the Probable in the Case of a Correlated System of Variables is Such that it can be Reasonably Supposed to Have Arisen from Random Sampling," Philosophical Magazine, 5th Series, Vol. L, pp. 157–175
- Pearson, Karl (1922). Tables of the Incomplete Γ-Function. London: Pub. for the Department of Scientific and Industrial Research by H.M. Stationery Office.
- Pearson, Karl (1914). Tables for Statisticians and Biometricians. Cambridge: Cambridge University Press (editor).
- Pearson, Karl (1934). Tables of the Incomplete Beta-function. Cambridge University Press. 2nd ed., 1968 (editor).
- Pearson, K. «The life, letters and labours of Francis Galton (3 vols. 1914, 1924, 1930)». [Consulta: 4 novembre 2015]. http://galton.org

## Guardons
Pearson va aconseguir un gran reconeixement en una àmplia gamma de disciplines així com la seva afiliació i premis de diversos organismes professionals com ara:
1896: Elegit FRS: Fellow of the Royal Society
1898: Concessió de la Darwin Medal
1911: Concessió del grau honorífic de “Doctor of Laws” (LLD) de la Universitat de St Andrews
1911: Concessió del Doctorat en Ciències (DSc) de la University of London
1920: Oferta i rebuig de l'OBE (“Order of the British Empire”)
1932: Concessió de la Rudolf Virchow medal pel Berliner Anthropologische Gesellschaft
1935: Oferta i rebuig del nomenament de Cavaller
També va ser Honorary Fellow de King's College Cambridge, de la Royal Society of Edinburgh, University College London, la Royal Society of Medicine, i membre de l'Actuaries Club.
El 23 de març de 2007 es va tenir lloc a Londres la “Sesquicentenary Conference” per celebrar el 150 aniversari del seu naixement.  